# آتی‌ساز

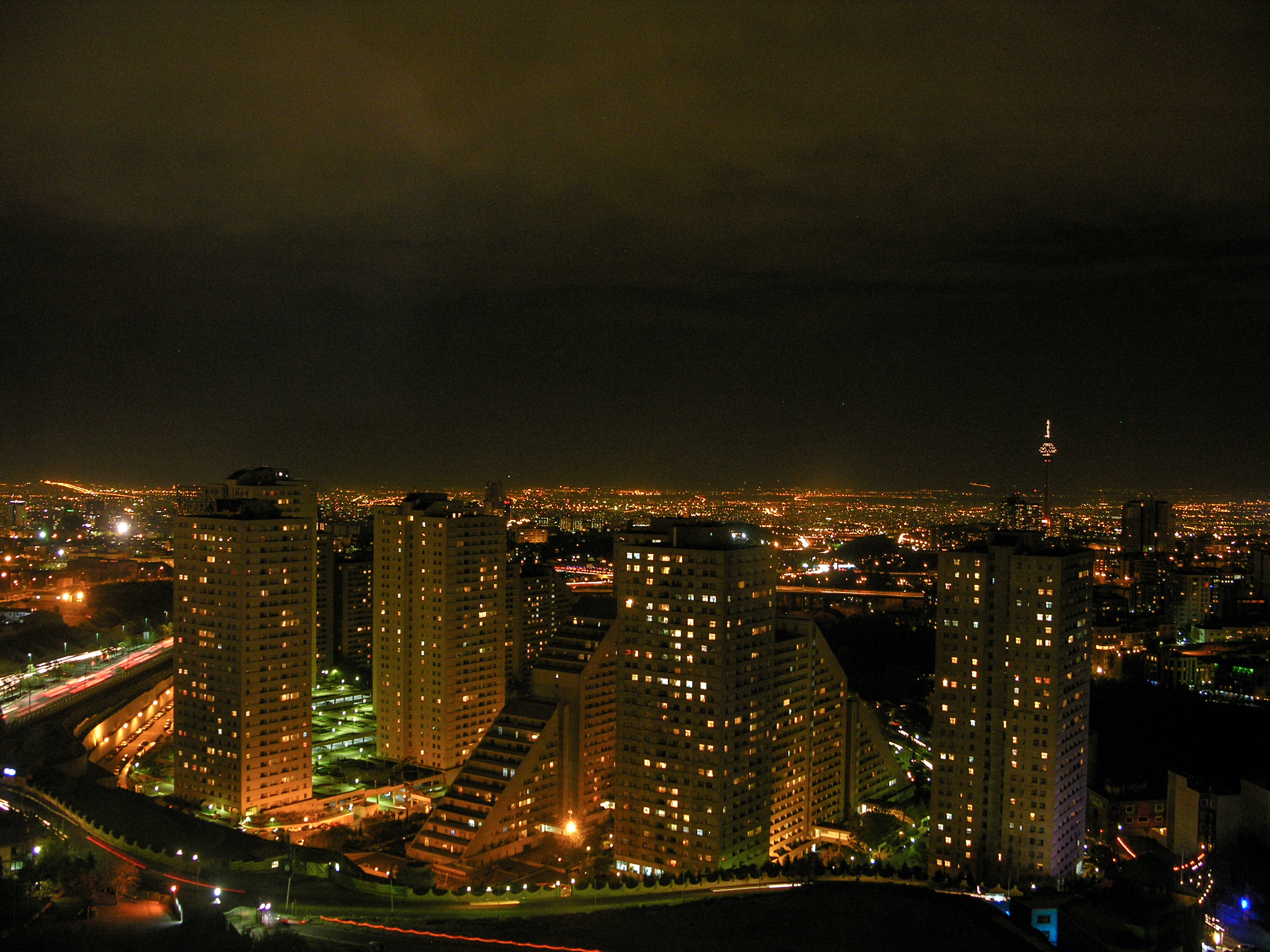
آتی‌ساز

آتی‌ساز یک مجتمع مسکونی در شمال شهر تهران (محله اوین) جنب هتل آزادی است. مجتمع آتی‌ساز درحالیکه در مرز دو منطقه ۱ و ۲ قرار دارد، از نظر مناطق شهرداری جزء منطقه ۲ شهرداری تهران بشمار می‌رود.

## تاریخچه
مجتمع برج‌های مسکونی آتی‌ساز ساخت شركت آتی‌ساز است. پیشینۀ شرکت آتی‌ساز به ۱۳۴۱ خورشیدی باز می‌گردد که در آغاز با مشارکت محمدرضا شاه پهلوی، پرویز بوشهری و یک شرکت اروپایی پایه‌گذاری شده بود. شرکت آتی‌ساز مقرر بود طبق قرارداد در ۱۳۵۶ خورشیدی پروژه را تحویل دهد. اما با توجه به اوضاع سیاسی آن سال این پروژه در موعد مقرر به انجام نرسید و با تأخیر به پس از انقلاب موکول شد.

## ویژگی‌ها
این مجتمع دارای سه فاز ۱، ۲ و ۳ است و در زمینی به مساحت ۱۵۵۰۰۰ متر مربع و سطح زیربنای ۳۸۱۴۴۸ متر مربع بنا شده‌است. آتی‌ساز شامل ۲۳ برج ۱۲ تا ۳۱ طبقه است. در ساخت این مجتمع نوع سازه اسکلت از بتن آرمه، نوع سقف تیرچه بلوک و دال بتنی از کامپوزیت، نوع نما سیمانی با ورق کامپوزیت، و سیستم سرمایش و گرمایش آن فن‌کوئل است.
فضای سبز و آب‌نما، محل بازی کودکان، آسانسورهای مسافری و باری، سیستم کامل جمع‌آوری زباله (شوتینگ)، سیستم اعلام و اطفای حریق، برق اضطراری، اینترکام، شبکۀ آنتن مرکزی، صاعقه‌گیر و فضای آموزشی از مقطع آمادگی تا پیش‌دانشگاهی از امکانات این مجتمع است.
لازم به ذکر است که برای ساخت مجتمع مسکونی آتی‌ساز، شرکت ارکی تست ايتاليايی بعنوان مشاور در امور طراحی و تهيه نقشه‌‏های اجرايی و شرکت چکش بعنوان پيمانکار انتخاب شدند. ‏علاوه بر دو شرکت مذکور، چهار شرکت خارجی ديگر نيز فعاليت داشتند که سه شرکت به  نام‌های توستی، ارکه الکترونيک و شواندورث بعنوان پيمانکاران تاسيساتی و شرکت ژاپنی ميتسوبيشی در زمينه فروش آسانسور مجتمع مسكونی آتی‌ساز همکاری کردند.

## فازها
فاز ۱ با مساحت زیربنای ۱۴۹۵۴۳ متر مربع، ۹ برج ۱۳ تا ۲۴ طبقه دارد و دارای ۶۹۰ واحد مسکونی، طبقات ۲ و ۳ زیرزمین، تعداد ۵۲۴ پارکینگ و ۶۳۲ عدد انباری است. فاز ۲ با مساحت زیربنای ۱۶۶۲۹۱ متر مربع، ۹ برج ۱۲ تا ۲۹ طبقه دارد و دارای ۸۳۲ واحد مسکونی، طبقات ۲ و ۳ زیرزمین، تعداد ۶۸۲ پارکینگ، ۸۳۹ عدد انباری است. فاز ۳ با مساحت زیربنای ۱۴۰۴۹۷ متر مربع، ۵ برج ۲۹ تا ۳۱ طبقه دارد و دارای ۷۸۱ واحد مسکونی، طبقات ۲ و ۳ زیرزمین، تعداد ۸۲۴ پارکینگ و ۸۱۹ عدد انباری است.